# AnnaSophia Robb
AnnaSophia Robb (Denver, Colorado, 8 de diciembre de 1993) es una actriz, cantante y modelo estadounidense. Más conocida por sus papeles en cine y televisión como Violet Beauregarde en Charlie y la fábrica de chocolate, Leslie Burke en Bridge to Terabithia, Bethany Hamilton en Soul Surfer y la joven Carrie Bradshaw en The Carrie Diaries, precuela de la serie Sex and the City.

## Biografía
Nació en Denver, Colorado, la única hija de Janet, diseñadora de interiores, y David Robb, arquitecto. Recibió su nombre en honor a su bisabuela materna, Anna Sophie, y a su abuela paterna, Anna Marie. Es de ascendencia inglesa, escocesa, danesa, sueca e irlandesa.
Compitió en danza y gimnasia durante cuatro años y medio, pero lo dejó para centrarse en la actuación. En 2009, el Arapahoe Herald informó que estaba asistiendo a la Arapahoe High School en Centennial, Colorado. Robb es cristiana.
En mayo de 2012, anunció que había sido admitida en la Universidad de Stanford, aunque aplazó su ingreso debido a compromisos de filmación.
El 7 de septiembre de 2021, Robb anunció su compromiso con su novio Trevor Paul en Instagram. Se casaron un año después, el 10 de septiembre de 2022, en una celebración de tres días en las montañas Catskill y Shawangunk en el estado de Nueva York.

## Carrera

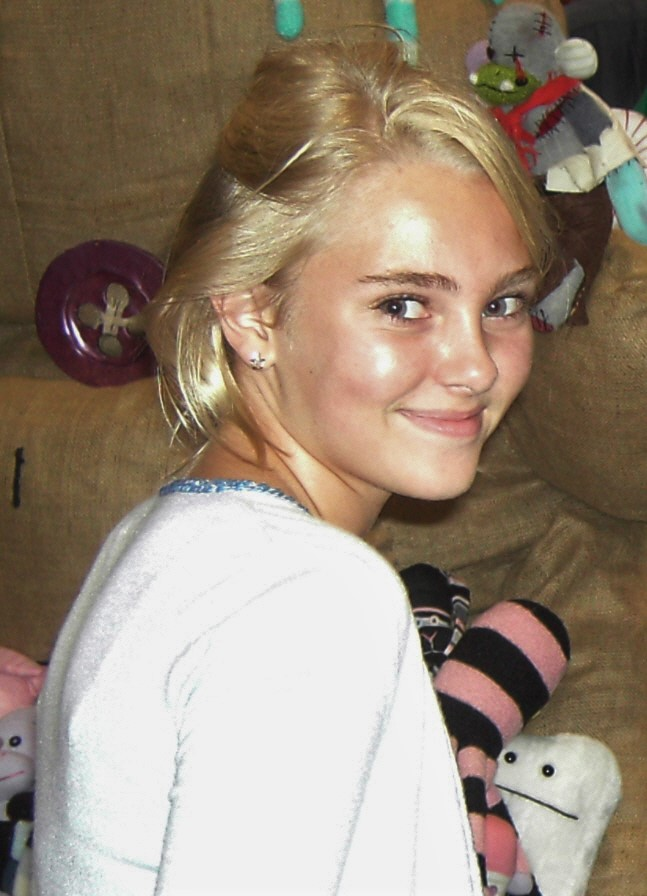
AnnaSophia Robb

Después de aparecer en un comercial de McDonald's, hizo su debut como actriz en 2004, tuvo un pequeño papel en el episodio "Number One Fan" de la serie de televisión Drake & Josh. Su primer papel importante fue como el personaje del título en el especial de televisión Samantha: An American Girl Holiday. Se tiñó el cabello de color marrón oscuro para ese papel. 
Sus dos apariciones en la pantalla grande en el 2005 fueron en dos adaptaciones de libros populares para niños. Interpretó a Opal en Because of Winn-Dixie y a la competitiva y grosera Violet Beauregarde en la versión de Charlie y la fábrica de chocolate de Tim Burton. Este último fue un éxito de taquilla en todo el mundo, y ayudó a incrementar la popularidad de Robb entre el público preadolescente.
En 2005, fue el rostro de Trad Clothing, ayudando a diseñar y mostrar una línea de moda para las niñas. En 2006, tuvo un papel como invitada en la serie de dibujos animados Danny Phantom como la voz de Danielle "Dani" Phantom.
Robb interpretó a Leslie Burke en Bridge to Terabithia, que se estrenó en los cines de Estados Unidos el 16 de febrero de 2007. Grabó una canción para la banda sonora titulada Keep Your Mind Wide Open, y el video que lo acompaña se mostró en Disney Channel. Esta canción apareció en la lista Billboard Hot 100 en el número 90 en la primera semana de marzo, lo que le proporcionó a Robb su primer single en esta lista. Robb era fan del libro antes de ser elegida para el papel, diciendo que "me conmovió de una forma que no me había conmovido un libro antes".
Apareció luego en The Reaping, Jumper (en la que interpretaba a la versión más joven del personaje de Rachel Bilson), Have Dreams, Will Travel y Spy School. A pesar de las críticas negativas de la película en general, la actuación de Robb en Sleepwalking cosechó elogios; el crítico de cine de la revista Time Richard Schickel dijo lo siguiente: "Hay una maravillosa gama de trabajo en Robb... Tiene una manera extraordinariamente madura de actuar viniendo de alguien tan joven y se ganó nuestra simpatía sin tener que pedirla ni una sola vez".
En 2008 grabó la voz de María Magdalena en The Word of Promise: Next Generation – New Testament: Dramatized Audio Bible.
Robb protagonizó junto a Dwayne Johnson La montaña embrujada, estrenada en marzo de 2009.
En 2010 grabó The Space Between Us con la actriz Melissa Leo. Protagonizó Soul Surfer en el papel de Bethany Hamilton, una joven estadounidense que continúa haciendo surf después de perder un brazo en un ataque de tiburón.
En febrero de 2012, se informó de que ella y Aimee Teegarden habían conseguido un papel en Life at These Speeds, junto a Douglas Booth. Ese mismo mes se anunció que Robb había obtenido el papel de Carrie Bradshaw en la próxima precuela de Sex and the City, de la cadena The CW, titulada The Carrie Diaries.

## Filmografía

### Cine
| Año  | Título                                       | Personaje                   | Notas                                          |
| ---- | -------------------------------------------- | --------------------------- | ---------------------------------------------- |
| 2005 | Because of Winn-Dixie                        | India "Opal" Buloni         |                                                |
| 2005 | Charlie y la fábrica de chocolate            | Violet Beauregarde          |                                                |
| 2007 | Bridge to Terabithia                         | Leslie Burke                | Basada en un libro infantil y en un hecho real |
| 2007 | The Reaping                                  | Loren McConnell             |                                                |
| 2007 | Have Dreams, Will Travel                     | Cassie "Cass" Kennington    |                                                |
| 2008 | Jumper                                       | Joven Millie Harris         |                                                |
| 2008 | Spy School                                   | Jackie Hoffman              |                                                |
| 2008 | Sleepwalking                                 | Tara Reedy                  |                                                |
| 2009 | La montaña embrujada                         | Sara                        |                                                |
| 2010 | The Space Between Us                         | Samantha "Sam" Jean McCleod |                                                |
| 2011 | Soul Surfer                                  | Bethany Hamilton            | Basada en un hecho real                        |
| 2013 | The Way, Way Back                            | Susanna Thompson            |                                                |
| 2013 | Khumba                                       | Tombi                       | Voz                                            |
| 2014 | Funny or Die: Sofia Coppola's Little Mermaid | Ariel                       | Cortometraje                                   |
| 2016 | Jack of the Red Hearts                       | Jack                        | Junto a Famke Janssen                          |
| 2017 | A Conspiracy on Jekyll Island (The Crash)    | Creason Clifton             |                                                |
| 2018 | Freak Show                                   | Blah Blah Blah              |                                                |
| 2018 | Down a Dark Hall (Blackwood)                 | Katherine "Kit" Gordy       |                                                |
| 2019 | Roger Vivier's Jewels to Shoes               | Estudiante de actuación     | Cortometraje                                   |
| 2020 | Words on Bathroom Walls                      | Rebecca                     |                                                |
| 2021 | Goodnight Darling                            |                             | Cortometraje                                   |
| 2021 | Lansky                                       | Anne Lansky                 |                                                |
| 2024 | Rebel Ridge                                  | Summer                      |                                                |

### Televisión
| Año         | Título                             | Personaje                     | Notas                         |
| ----------- | ---------------------------------- | ----------------------------- | ----------------------------- |
| 2004        | Drake & Josh                       | Liza                          | Episodio: "Number One Fan"    |
| 2004        | Samantha: An American Girl Holiday | Samantha Parkington           | Película para televisión      |
| 2006        | Danny Phantom                      | Danielle (Dani) Phantom (voz) | Episodio: "Kindred Spirits"   |
| 2013 – 2014 | The Carrie Diaries                 | Carrie Bradshaw               | Rol principal                 |
| 2014        | Robot Chicken                      | Yasmin / Cleo                 | Episodio: "Catdog on a Stick" |
| 2016        | Mercy Street                       | Alice Green                   | Rol principal                 |
| 2019        | The Act                            | Lacey                         | Rol principal                 |
| 2020        | Little Fires Everywhere            | Joven Elena Richardson        | 2 episodios                   |
| 2020        | Day by Day                         | Riley O'Malley                | Voz; 2 episodios              |
| 2020        | The Expecting                      | Emma                          | 11 episodios                  |
| 2021        | Dr. Death                          | Michelle Shughart             | Rol principal (temporada 1)   |
| 2022        | Ziwe                               | Jane Knight                   | Episodio: "Juneteenth"        |
| 2025        | Grosse Pointe Garden Society       | Alice Morris                  | Rol principal                 |

## Premios y nominaciones
El 30 de marzo de 2008, Robb ganó el primer premio de su carrera cuando fue nombrada Actriz Joven Protagonista en los Premios Young Artist por su papel en Bridge To Terabithia. La película en sí, ganó un premio a Elenco Joven. El 24 de abril de 2009, recibió el Horizon Award en el 14.ª Palm Beach International Film Festival anual. Fue galardonada con el Rising Star Award en el Denver Film Festival el 12 de noviembre de 2009.
| Año  | Trabajo nominado                   | Premio | Resultado |
| ---- | ---------------------------------- | --- | --------- |
| 2005 | Samantha: An American Girl Holiday | Young Artist Award a la Mejor Actuación en una Película para Televisión, Miniserie o Especial - Actriz Joven Protagonista | Nominada  |
| 2006 | Because of Winn-Dixie              | Young Artist Award a la Mejor Actuación en un Largometraje (Comedia o Drama) - Actriz Joven Protagonista                  | Nominada  |
| 2008 | Bridge to Terabithia               | Young Artist Award a la Mejor Actuación en un Largometraje - Actriz Joven Protagonista                                    | Ganadora  |
| 2008 | Bridge to Terabithia               | Young Artist Award a la Mejor Actuación en un Largometraje - Elenco Joven                                                 | Ganadora  |
| 2008 | Bridge to Terabithia               | Critics' Choice Award a la Mejor Actriz Joven                                                                             | Nominada  |
| 2008 | Bridge to Terabithia               | Online Film & Television Association a la Mejor Actuación Juvenil                                                         | Nominada  |
| 2009 | La montaña embrujada               | Premio de los Chicos Eligen una Película a la Mejor Actriz Infantil                                                       | Ganadora  |
| 2009 | La montaña embrujada               | Festival Internacional de Cine de Palm Beach                                                                              | Ganadora  |
| 2009 | Denver Film Festival               | Premio a la Estrella Emergente                                                                                            | Ganadora  |
| 2011 | Soul Surfer                        | Premio de la Juventud Roquera a la Actriz Roquera - Película                                                              | Ganadora  |
| 2011 | Soul Surfer                        | Teen Choice Award a la Actriz Elegida en una Película Dramática                                                           | Nominada  |
| 2011 | Soul Surfer                        | MovieGuide Awards - Premio Grace a la Actuación más Inspiradora en una Película                                           | Nominada  |
| 2013 | The Carrie Diaries                 | Teen Choice Awards - Estrella Revelación                                                                                  | Nominada  |
| 2013 | The Carrie Diaries                 | Young Hollywood Awards - Superestrella femenina del mañana                                                                | Ganadora  |

## Discografía
| 2007 | «Keep Your Mind Wide Open» | Music from and Inspired by Bridge to Terabithia | 90 |